# Монастырь Святого Саввы (Либертивилл)
Монасты́рь Свято́го Са́ввы (серб. Манастир Светог Саве у Либертивилу, англ. St. Sava Serbian Orthodox Monastery) — мужской монастырь Новограчаницкой и Среднезападноамериканской епархии Сербской православной церкви, который находится в городе Либертивилл, штат Иллинойс. С 2011 по 2014 годы был ставропигиальный монастырём.

## История
Монастырь основал первый сербский епископ в Америке Мардарий (Ускокович) и строился в период великой депрессии конца 20-х — начала 30-х годов. Строительство монастыря требовало больших усилий и средств, и в это время возникла поговорка: «Церковь строят умиращие от голода» (серб. Цркву гради умире од глади). Существенную денежную помощь оказал Михаил Пупин.
В монастырь на протяжении XX века находилась кафедра Американско-Канадской епархии (1927—1963), затем Среднезападноамериканской митрополии (1963—1991), Либертивиллско-Чикагской митрополии (2009—2011). Решением Священного архиерейского собора Сербской православной церкви в мае 2011 года монастырь Святого Саввы из-за своего культурного значения получил статус ставропигиального. С 2014 года находится подчинении Новограчаницкой и Среднезападноамериканской епархии.
В 1970—2013 годах в монастыре был похоронен югославский король Пётр II Карагеоргиевич, единственный монарх Европы, погребённый на американском континенте. В 2013 году останки короля были перенесены в Сербию, в фамильную усыпальницу Опленац в городе Топола.